# Icariotis fulvicornis
Icariotis fulvicornis är en skalbaggsart som beskrevs av Francis Polkinghorne Pascoe 1888. Icariotis fulvicornis ingår i släktet Icariotis och familjen långhorningar.
Artens utbredningsområde är Madagaskar. Inga underarter finns listade i Catalogue of Life.